# Cannelton Cotton Mill
Cannelton Cotton Mill, est une filature de coton située à Cannelton dans l'Indiana, aux États-Unis.